# Acraea contraria
Acraea contraria är en fjärilsart som beskrevs av Embrik Strand 1912. Acraea contraria ingår i släktet Acraea och familjen praktfjärilar. Inga underarter finns listade i Catalogue of Life.